# Liste de coléoptères endémiques de France
Une espèce biologique est dite endémique d'une zone géographique lorsqu'elle n'existe que dans cette zone à l'état spontané.
Cet article liste des espèces de coléoptères endémiques de France : départements métropolitains (dont la Corse), départements d'outre-mer (Guadeloupe, Martinique, Guyane et Réunion) et collectivités d'outre-mer à statut proche du statut départemental (Saint-Pierre-et-Miquelon, Mayotte, Saint-Martin et Saint-Barthélemy), mais n'inclut pas les anciens territoires d'outre-mer de Wallis-et-Futuna (collectivité territoriale), de la Polynésie française et de la Nouvelle-Calédonie (pays d'outre-mer) et des îles Éparses, de l'île de Clipperton et des Terres australes et antarctiques françaises (districts d'outre-mer). 

## Aphodiidés
- Nimbus marianii

## Bothridéridés
- Anommatus gallicus

## Buprestidés
- Acmaeoderella (Euacmaeoderella) corsica
- Agrilus lacus (Provence), décrit en 1994
- Perotis planidorsis

## Carabidés
- Agostinia gaudini
- Agostinia gineti
- Anillus cebennicus
- Anillus hypogaeus
- Anillus joffrei
- Anillus latistilus (Corse)
- Anillus minervae
- Anillus sulcatellus
- Aphaenops laurenti (Pyrénées)
- Aphaenops bessoni (Pyrénées)
- Aphaenops (Aphaenops) jeanneli (Pyrénées)
- Aphaenops (Aphaenops) leschenaulti (Pyrénées)
- Aphaenops (Arachnaphaenops) alberti
- Aphaenops (Arachnaphaenops) pluto
- Aphaenops (Arachnaphaenops) tiresias
- Aphaenops (Cerbaphaenops) bonneti
- Aphaenops (Cerbaphaenops) bouilloni
- Aphaenops (Cerbaphaenops) bourdeaui
- Aphaenops (Cerbaphaenops) carrerei
- Aphaenops (Cerbaphaenops) cerberus
- Aphaenops (Cerbaphaenops) crypticola
- Aphaenops (Cerbaphaenops) delbreili
- Aphaenops (Cerbaphaenops) hustachei
- Aphaenops (Cerbaphaenops) mariaerosae
- Aphaenops (Cerbaphaenops) michaeli
- Aphaenops (Cerbaphaenops) parallelus
- Aphaenops (Cerbaphaenops) sioberae
- Aphaenops (Cerbaphaenops) vandeli
- Aphaenops (Geaphaenops) coiffaitianus
- Aphaenops (Geaphaenops) linderi
- Aphaenops (Geaphaenops) queffeleci
- Aphaenops (Geaphaenops) rebereti
- Aphaenops (Geaphaenops) rhadamanthus
- Carabe d'Ispaniac (Carabus (Chrysocarabus) hispanus) (sud du Massif central)
- Duvalius (Duvalius) auberti
- Duvalius (Duvalius) balazuci
- Duvalius (Duvalius) bonadonius
- Duvalius (Duvalius) brujasi
- Duvalius (Duvalius) cadurcus
- Duvalius (Duvalius) cailloli
- Duvalius (Duvalius) convexicollis
- Duvalius (Duvalius) cornilloni
- Duvalius (Duvalius) curtii
- Duvalius (Duvalius) delphinensis
- Duvalius (Duvalius) diniensis
- Duvalius (Duvalius) laneyriei
- Duvalius (Duvalius) lantosquensis
- Duvalius (Duvalius) lespesi
- Duvalius (Duvalius) magdelainei
- Duvalius (Duvalius) maglianoi
- Duvalius (Duvalius) matocqi
- Duvalius (Duvalius) montisageli
- Duvalius (Duvalius) muriauxi
- Duvalius (Duvalius) ochsi
- Duvalius (Duvalius) paulinae
- Duvalius (Duvalius) perrinae
- Duvalius (Duvalius) raymondi
- Duvalius (Duvalius) roberti
- Duvalius (Duvalius) sicardi
- Duvalius (Duvalius) simoni
- Duvalius (Duvalius) turcati
- Duvalius (Duvalius) villiersi
- Duvalius (Duvalius) voraginis
- Duvalius (Duvalius) waillyi
- Geotrechus (Geotrechidius) aldensis
- Geotrechus (Geotrechidius) andreae
- Geotrechus (Geotrechidius) gallicus
- Geotrechus (Geotrechidius) jeanneli
- Geotrechus (Geotrechidius) palei
- Geotrechus (Geotrechidius) saulcyi
- Geotrechus (Geotrechidius) soussieuxi
- Geotrechus (Geotrechidius) sulcatus
- Geotrechus (Geotrechidius) vandeli
- Geotrechus (Geotrechidius) vanderberghi
- Geotrechus (Geotrechus) debilis
- Geotrechus (Geotrechus) discontignyi
- Geotrechus (Geotrechus) holcartensis
- Geotrechus (Geotrechus) orcinus
- Geotrechus (Geotrechus) orpheus
- Geotrechus (Geotrechus) serrulatus
- Geotrechus (Geotrechus) trophonius
- Hydraphaenops blancheti (Pyrénées)
- Hydraphaenops chaudoiri (Pyrénées)
- Hydraphaenops coiffaiti (= bourgoini) (Pyrénées)
- Hydraphaenops ehlersi (Pyrénées)
- Hydraphaenops elegans (Pyrénées)
- Hydraphaenops gracilis (Pyrénées)
- Hydraphaenops longicollis (Pyrénées)
- Hydraphaenops minos (Pyrénées)
- Hydraphaenops mouriesi (Pyrénées)
- Hydraphaenops navaricus (Pyrénées)
- Hydraphaenops pandellei (Pyrénées)
- Hydraphaenops pecoudi (Pyrénées)
- Hydraphaenops vandeli (Pyrénées)
- Hypotyphlus revelieri
- Hypotyphlus rialensis
- Laemostenus (Actenipus) caussolensis
- Laemostenus (Actenipus) meaillensis
- Luraphaenops gionoi (Alpes-Maritimes)
- Nebria (Nebria) lareyniei (Corse)
- Ocydromus (Nepha) cantalicus
- Pterostichus (Lianoe) aubryi
- Pterostichus (Lianoe) mascareauxi
- Pterostichus (Lianoe) microphthalmus (Pyrénées)
- Pterostichus (Lianoe) nadari
- Pterostichus (Lianoe) rousselli
- Pterostichus (Lianoe) sudrei
- Pterostichus (Oreophilus) alberti (Pyrénées)
- Scotodipnus fagniezi
- Scotodipnus mayeti
- Speotrechus mayeti
- Stomis (Stomis) benoiti
- Trechus aveyronensis
- Trichaphaenops (Duvaliaphaenops) raffaldianus
- Trichaphaenops (Trichaphaenops) cerdonicus (Jura)
- Trichaphaenops (Trichaphaenops) crassicollis
- Trichaphaenops (Trichaphaenops) gounellei
- Trichaphaenops (Trichaphaenops) obesus
- Troglorites ochsi (Alpes-Maritimes)

## Cérambycidés
- Brachyta borni
- Clytus robertae
- Stenurella sennii

## Curculionidae(charançons)
- Cratopus (21 espèces endémiques de la Réunion)
- Otiorhynchus bigoti (Alpes), décrit en 1983.
- Trachyphloeus caussenardus
- Trachyphloeus corsicus (Corse)
- Trachyphloeus gallicus

## Dytiscidae
- Siettitia balsetensis - Éteint
- Siettitia avenionensis

## Léiodidés(incluant Catopidae = Cholevidae)
- Agathidium (Chaetoceble) pilosum
- Antrocharis querilhaci (Ariège ; grottes)
- Bathysciella jeanneli (Pyrénées-Atlantiques ; grottes)
- Bathysciola brianconnettensis
- Bathysciola champsauri
- Bathysciola fauveli
- Bathysciola subalpina
- Cytodromus ambiguus
- Cytodromus dapsoides
- Cytodromus henroti (Alpes ; troglobie)
- Diaprysius andreae
- Diaprysius caudatissimus
- Diaprysius caudatus
- Diaprysius ducailari
- Diaprysius fagei (Ardèche-Gard, troglobie)
- Diaprysius fagniezi (Gard ; troglobie)
- Diaprysius gezei
- Diaprysius mazaurizi
- Diaprysius serullazi (Ardèche ; troglobie)
- Diaprysius sicardi
- Eskualdunella delespierrei (grotte d'Ayssaguer, Pyrénées-Atlantiques)
- Gesciella delioti (rivière souterraine de Bordes de Crues, Ariège)
- Isereus colasi (grotte de la Glacière, Alpes-Maritimes)
- Isereus xambeui (Isère ; troglobie)
- Parabayhyscia (Parabathyscia) corsica) (Corse)
- Paraspeonomus vandeli (Ariège ; grottes)
- Paratroglophyes carrerei (Ariège)
- Paratroglophyes jeanneli (Ariège)
- Phacomorphus alexinae (Arbailles]
- Phacomorphus subsulcatus (grottes)
- Royerella argodi (Alpes ; troglobie)
- Royerella tarissani (Alpes ; troglobie)
- Speodiaetus bucheti (Alpes-Maritimes ; troglobie)
- Speodiaetus galloproprovincialis (Bouches-du-Rhône et Var ; troglobie)
- Speonomus curvipes
- Speonomus leleupi
- Speonomus longicornis
- Speonomus monbulensis
- Speonomus normandi
- Speonomus orgibetensis
- Speonomus pierrei
- Speonomus piochardi
- Speonomus pyreneus (Pyrénées)
- Speophyes lucidulus (Hérault ; troglobie)
- Trocharanis mestrei (Ariège ; troglobie)
- Troglodromus bucheti (Alpes-Maritimes et Var ; troglobie)

## Psélaphidés
- Antrobythus leclerci (cavernicole)
- Glyphobythus guignardi (Alpes ; grottes)
- Prionobythus bolivari (Pyrénées ; troglobie)
- Tychobythinus revelieri (Corse ; grottes)
- Xenobythus serullazi (grotte du Chat, Alpes-Maritimes)

## Scarabéidés
- Anoxia (Mesanoxia) corsicana
- Balbera gracilis (Mayotte)
- Blebea elongata (Mayotte)
- Djadjoua viossati (Mayotte)
- Ercomoana longiclava (Mayotte)
- Gymnogaster buphthalmus (Réunion)
- Hyposerica orbiculata (Mayotte)
- Joziratia breviclava (Mayotte)
- Joziratia mayottensis (Mayotte)
- Komrina villosa (Mayotte)
- Mayataia griveaudi (Mayotte)
- Rhinocéros de Bourbon (Oryctes borbonicus) (Réunion)
- Oryctes chevrolati (Réunion)
- Triodonta corsica
- Triodonta cribellata

## Staphylinidés (staphylins)
- Imirus lavagnei (Hérault)
- Imirus permirus (Corse)
- Leptotyphlus (Odontotyphlus) coiffaiti
- Leptotyphlus (Stigmotyphlus) sospelensis

## Ténébrionidés
- Asida ascoensis (Corse)
- Asida lepidoptera (Corse)
- Asida schusteri (Corse)
- Opatrum grenieri (Corse)
- Probaticus superbus (Corse)